# Billardiera scandens
Billardiera scandens là một loài thực vật có hoa trong họ Pittosporaceae. Loài này được Sm. mô tả khoa học đầu tiên năm 1807.